# Stagmomantis vicina
Stagmomantis vicina är en bönsyrseart som beskrevs av Henri Saussure 1870. Stagmomantis vicina ingår i släktet Stagmomantis och familjen Mantidae. Inga underarter finns listade i Catalogue of Life.